# Beroso el Caldeo
Beroso (idioma acadio, Bêl-re'ušunu) fue un sacerdote de Babilonia, activo a inicios del siglo III a. C., bajo el Imperio seléucida. Se suele fijar su actividad entre los años 350 a. C. y 270 a. C.

## Obra
Escribió una historia de Babilonia, llamada Babiloniaka,  en tres libros, en griego  de la cual solo se han conservado citas. Beroso era šatammu, sacerdote principal de un templo; este cargo le dio acceso a los archivos del Esagila, templo de Marduk, dios supremo del panteón babilónico. Se le atribuyen también obras de astronomía y astrología, conocidas solo por referencias de autores posteriores.
Flavio Josefo, historiador judío del siglo I, utilizó la obra de Beroso para ilustrar y confirmar el relato bíblico en su libro: Antigüedades judías. En ella cita un fragmento de Babiloniaka, donde se relata la aparición de un misterioso personaje llamado Oannes, ser mitad hombre mitad pez, que instruyó a los primeros pobladores de Mesopotamia. En otro pasaje reproduce parte de la lista de monarcas mesopotámicos transcripta por Beroso, donde se menciona a diez reyes antediluvianos, la cual coincide parcialmente con la lista sumeria de reyes. 
Recientemente, el investigador estadounidense Rusell Gmirkin ha postulado una relación entre el texto de Beroso, que relata en griego la historia de Babilonia, el de Manetón, donde se hace lo mismo con la historia egipcia, y la escritura de los libros bíblicos.

## Pseudo-Beroso
El Falso Beroso o Pseudo-Beroso, es un libro supuestamente elaborado por Beroso pero que, en realidad, se trataba de una elaborada falsificación. En 1498, un oficial del papa Alejandro VI llamado Annio de Viterbo pretendió haber descubierto libros perdidos de Beroso. Tuvieron cierta influencia en la manera de pensar renacentista sobre la población y la migración, debido a que Annio proporcionó una lista de reyes de Jafet en adelante, cubriendo así una laguna histórica después del relato bíblico sobre el diluvio. Annio también introdujo figuras de fuentes clásicas dentro del esquema bíblico, publicando su relato como Commentaria super opera diversorum auctorum de antiquitatibus. Una consecuencia de ello fue llevar a teorías sofisticadas sobre las razas celtas con sacerdotes druidas en Europa occidental.
Respecto a España, inventó una lista de reyes de España que descendía de Tubal, hijo de Jafet y nieto de Noé quien supuestamente había constituido una monarquía en toda España poco después del Diluvio.

## Reconocimientos
- El cráter lunar Berosus lleva este nombre en su honor.